# Strażnica WOP Muszyna
Strażnica Wojsk Ochrony Pogranicza Muszyna – nieistniejący obecnie pododdział Wojsk Ochrony Pogranicza pełniący służbę graniczną na granicy polsko-czechosłowackiej.
Strażnica Straży Granicznej w Muszynie – nieistniejąca obecnie graniczna jednostka organizacyjna Straży Granicznej realizująca zadania bezpośrednio w ochronie granicy państwowej z Czechosłowacją/Republiką Słowacką.

## Formowanie i zmiany organizacyjne
Strażnica została sformowana w 1945 w strukturze 40 komendy odcinka jako 181 strażnica WOP (Muszyna) o stanie 56 żołnierzy. Kierownictwo strażnicy stanowili: komendant strażnicy, zastępca komendanta do spraw polityczno-wychowawczych i zastępca do spraw zwiadu. Strażnica składała się z dwóch drużyn strzeleckich, drużyny fizylierów, drużyny łączności i gospodarczej. Etat przewidywał także instruktora do tresury psów służbowych oraz instruktora sanitarnego.
W związku z reorganizacją oddziałów WOP, 24 kwietnia 1948 strażnica została włączona w struktury 49 batalionu Ochrony Pogranicza, a 1 stycznia 1951 31 batalionu WOP w Nowym Sączu.
Od 15 marca 1954 wprowadzono nową numerację strażnic, a strażnica WOP Muszyna-Złockie I kategorii otrzymała nr 184 w skali kraju.
31 grudnia 1959 23 placówka WOP II kategorii Muszyna, a 1 stycznia 1964 jako 17 placówka WOP II kategorii Muszyna funkcjonowała w strukturach 31 batalionu WOP.
Strażnica WOP Muszyna do 15 maja 1991 była w strukturach Karpackiej Brygady Wojsk Ochrony Pogranicza.
Straż Graniczna:

15 maja 1991 po rozwiązaniu Wojsk Ochrony Pogranicza, 16 maja 1991 strażnica w Muszynie przejęta została przez Karpacki Oddział Straży Granicznej w Nowym Targu i przyjęła nazwę Strażnica Straży Granicznej w Muszynie (Strażnica SG w Muszynie).
W 2000 rozpoczęła się reorganizacja struktur Straży Granicznej związana z przygotowaniem Polski do wstąpienia, do Unii Europejskiej i przystąpieniem do Traktatu z Schengen. Podczas restrukturyzacji wprowadzono kompleksową ochronę granicy już na najniższym szczeblu organizacyjnym tj. strażnica i graniczna placówka kontrolna. Wprowadzona całościowa ochrona granicy zniosła podział na graniczne jednostki organizacyjne ochraniające tylko tzw. „zieloną granicę” i prowadzące tylko kontrole ruchu granicznego. W wyniku tego, 2 stycznia 2003 nastąpiło zniesie Strażnicy SG w Muszynie. Ochraniany przez strażnicę odcinek granicy państwowej, przejęła Graniczna Placówka Kontrolna Straży Granicznej w Muszynie (GPK SG w Muszynie) .

## Ochrona granicy
W 1960 23 placówka WOP Muszyna II kategorii ochraniała odcinek granicy państwowej o długości 26465 m:
- włącznie znak graniczny nr I/288, wyłącznie znak gran. nr II/32/8.

1 stycznia 1964 na ochranianym odcinku przez strażnicę funkcjonowało przejście graniczne małego ruchu granicznego (mrg) w których kontrolę graniczną i celną osób, towarów oraz środków transportu wykonywała załoga strażnicy:
- Milik-Legnawa.

W ochronie granicy dowódcy strażnicy ściśle współpracowali ze swoimi odpowiednikami tj. naczelnikami placówek OSH (Ochrana Statnich Hranic) CSRS.
Straż Graniczna:

6 grudnia 1996 na odcinku strażnicy zostały uruchomione przejścia graniczne mrg, w których kontrolę graniczną i celną osób, towarów oraz środków transportu wykonywała załoga strażnicy:
- Milik-Legnawa
- Muszynka-Kurov.

### Strażnice sąsiednie
- 180 strażnica WOP Muszynka ⇔ 182 strażnica WOP Żegiestów – 1946
- 18 placówka WOP I kategorii Tylicz ⇔ 16 placówka WOP I kategorii Piwniczna – 01.01.1964.

## Dowódcy strażnicy
- ppor. Tadeusz Rybak (był do 1950)
- mjr Henryk Popławski[11].